# Квантовая струна
Ква́нтовая струна́ — гипотетический фундаментальный одномерный бесконечно тонкий объект в теории струн длиной в 10−35 м, колебания которого воспроизводят всё многообразие элементарных частиц. Характер колебаний струны задаёт свойства материи, такие как электрический заряд и масса.

## Определения
Квантовая струна может быть определена несколькими равнозначными способами:
1. Координатное определение: пространственная кривая общего положения, с каждой точкой которой связан квантовый гармонический осциллятор. С точки зрения динамики при движении заметает двумерную поверхность общего вида.
2. Алгебро-геометрическое определение: алгебраическая кривая общего вида, с допустимыми на ней математическими структурами.
3. Теоретико-полевое определение: мультилокальный квантовый функционал {\displaystyle \Phi =\Phi (\{X(\sigma )\})}, являющийся функцией каждой точки струны, который в гильбертовом пространстве струнных возбуждений является суперпозицией всех возможных конфигураций струн.
4. Геометрически-полевое определение: непараметризованная точка общего положения в пространстве всех физических конфигураций струн, то есть не зависящих от системы координат (пространство петель).

## Типы струн
Существуют струны, у которых есть концы, их называют открытыми, и у которых концов нет, их называют замкнутыми. 
В случае, если Φ зависит только от бозонных переменных, то струна является бозонной. Если Φ зависит только от фермионных переменных, то фермионной. Если и от бозонных, и от фермионных, при условии суперсимметрии, то суперсимметричной или суперструной. Если требование суперсимметрии частично невыполнимо, то гетеротической.
На языке определения 1 это, соответственно, бозонные и фермионные осцилляторы. Струны могут быть как ориентированными (стрелка внутри), так и неориентированными.
Главной особенностью квантовых струн является то, что они «живут» в критической или подкритической размерности пространства, в отличие от классических струн. Бозонная струна − в D=26, а фермионная и суперструна − в D=10, для известных моделей гетеротических струн критическая размерность также равна 10. Это является следствием устранения нефизических состояний, так называемых ду́хов из спектра струны во время процедуры квантования и известно как «Теорема об отсутствии духов».

## Взаимодействия
Квантовые струны довольно сложным образом взаимодействуют друг с другом, так как являются нелокальными, более точно мультилокальными объектами. Однако с точки зрения изменения их формы (топологии) допустимы лишь 5 элементарных локальных актов, согласующихся с физическими принципами:
1. Открытая струна (с концами) может разорваться в точке на 2 открытые струны.
2. Замкнутая струна (без концов) может сойтись во внутренней точке касания и расщепиться на 2 замкнутые струны.
3. Замкнутая струна может разорваться в точке и стать открытой.
4. В точке касания 2 открытые струны могут обменяться сегментами.
5. Открытая струна может потерять сегмент в виде замкнутой струны, через внутреннюю точку касания.

Все точки взаимодействия являются «тройными» точками, которые при малом шевелении дают все 5 вышеописанных перестроек. Обратные процессы добавляют ещё 5 элементарных локальных актов взаимодействия.
Для суперструн из-за разных условий на бозонные и фермионные переменные приходится добавлять в «тройную» точку дополнительные поля, чтобы не нарушить суперсимметрию. (см. литературу в примечании и список литературы в статье Теория струн)
Многие исследователи полагают, что на основе моделей струн и суперструн удастся построить всю низкоэнергетическую физику нашего мира.

## Примечание
- И.Арефьева, И. Волович, ТиМ физика, т. 67, 2, 1986
- Kaku M. Introduction to the Field Theory of Strings. WS, Singapore, 1985